# Anya Major
Anya Major (Anglia, 1966 –) angol atléta, színésznő, modell és énekesnő. Leginkább az Apple Computer 1984-es ikonikus reklámjában való szerepléséről ismert.

## Életrajz
Anya Major 1966-ban született Angliában. Karrierje során atlétaként, színésznőként, modellként és énekesnőként is tevékenykedett.

## Karrier

### Apple "1984" reklám
Major hírneve elsősorban az Apple Computer 1984 című reklámfilmjében való szerepléséhez kötődik. A Ridley Scott által rendezett reklám mérföldkőnek számít a televíziós hirdetések történetében. Major egy londoni casting során nyerte el a szerepet, ahol kiemelkedett azzal a képességével, hogy meggyőzően tudott egy kalapácsot forgatni és eldobni. 
A reklámban Major karaktere egy nagy videoképernyő felé fut, majd egy pörgetés után a kalapácsot a képernyő felé hajítja. A reklámot hivatalosan csak kétszer sugározták az amerikai televízióban:
- 1983 decemberében egy idahói helyi csatornán, hogy jogosult legyen az adott évi reklámdíjakra.
- 1984. január 22-én, a XVIII. Super Bowl félidejében.[3]

Annak ellenére, hogy korlátozott számú vetítése volt, a reklám hatalmas médiavisszhangot keltett, és számos ingyenes megjelenést eredményezett a televízióban és a nyomtatott sajtóban.

### Zene és egyéb szereplések
Major karrierje nem állt meg az Apple-reklámnál:
- 1985: "Nikita" szerepét játszotta Elton John azonos című dalának videóklipjében.
- "Anya" művésznéven kiadta a "Moscow Nights" című kislemezt.
- 1987: Kiadta a "One Word" című dalt.
- 2016: Szerepelt a "Silicon Cowboys" című dokumentumfilmben, ahol a Macintosh reklámban való részvételéről beszélt.

## Magánélet
2009-ben Angliában élt férjével, Kim Rajah-val és három gyermekükkel.

## Érdekességek
2006-ban tévesen elterjedt a hír, hogy Major 2000-ben mellrákban elhunyt, amit Andy Hertzfeld, a Macintosh fejlesztőcsapatának tagja állított. Ezt a hírt később megcáfolták.

## Hatása
Anya Major története jól példázza, hogyan válhat valaki egyetlen ikonikus szerepléssel a popkultúra részévé. Az Apple "1984" reklámja nem csupán egy termék bevezetését szolgálta, hanem a technológiai forradalom szimbólumává vált, amelyben Major kulcsszerepet játszott.